# Jeszenszky Ferenc (fizikus)
Jeszenszky Ferenc (Budapest, 1932. augusztus 22. – 2011. április 21.) fizikus, kreacionista.
1955-ben az Eötvös Loránd Tudományegyetem (ELTE) fizikus szakán végzett. 1961-ben természettudományi doktor címet szerzett.
Dolgozott az ELTE Elméleti Fizikai Tanszékén, a Telefongyárban, az Elektronikai és Finommechanikai Kutatóintézetben, az MTA Központi Hivatalában és az MTA Kutatásszervezési Intézetében, ahonnan főosztályvezetőként ment nyugdíjba 1996-ban.
Az Értelmes Tervezettség Mozgalom Egyesület (ÉRTEM) alapító tagja és tiszteletbeli elnöke, az Union Mundial pro Interlingua Általános Tanácsának tagja volt.

## Írásai
- Tudományos elmélet-e az evolúció?, Magyar Tudomány, 1998, 9. szám
- Az evolúció a termodinamika és az informatika fényében, Sola Scriptura, 2002/2.
- A kereszténység és a tized, Levélmissziós füzetek 21.
- Keresztyénség vagy evolúció?, Levélmissziós füzetek 91.

## Fordítása
- Ingvar Stenström-Jeszenszky Ferenc: Interlingua, 2009.
- William A. Dembski: Intelligens tervezettség: híd a tudomány és a teológia között, Laurus, Győr, 2007.

## Külső hivatkozások
- Interlingua
- A Darwini téveszme - Kerekasztal-beszélgetés az evolúció kritikájáról
- A teremtettség és a fizika
- Tudományos elmélet-e az evolúció?, Tattva, 1999.
- Véletlen-e, hogy vagyunk?, Mindentudás Egyeteme, 2005.
- Nem csak a természetes kiválasztódás vezérli az evolúciót, 2009.